# Dysgonia dulcis
Dysgonia dulcis är en fjärilsart som beskrevs av Butler 1878. Dysgonia dulcis ingår i släktet Dysgonia och familjen nattflyn. Inga underarter finns listade i Catalogue of Life.